# Aphantopus bieti
Aphantopus bieti är en fjärilsart som beskrevs av Charles Oberthür 1884. Aphantopus bieti ingår i släktet Aphantopus och familjen praktfjärilar. Inga underarter finns listade i Catalogue of Life.